# John Vereker
Polní maršál John Surtees Standish Prendergast Vereker, 6. vikomt Gort (10. července 1886 – 31. března 1946) byl britský a irský voják. Jako mladý důstojník byl během první světové války vyznamenán Viktoriiným křížem. Působil jako náčelník Imperiálního generálního štábu (profesionální šéf britské armády). Je znám hlavně díky velení britským expedičním silám ve Francii v prvním roce druhé světové války, které byly evakuovány z Dunkerque. Gort později sloužil jako guvernér Gibraltaru a Malty. Guvernérem Malty byl v letech 1942 až 1944 a měl velkou zásluhu na udržení Malty v průběhu bitvy o Maltu. Dne 29. září 1943 byl přítomen italské kapitulaci ve Valettě. Gort byl přítomen, když jeho zeť, major William Sidney, obdržel dne 3. března 1944 v Itálii Viktoriin kříž od generála Alexandera. V roce 1945 se zdravotní stav Gorta zhoršoval a byl letecky převezen do Londýna, kde mu byla diagnostikována rakovina. Gort zemřel 31. března 1946 a je pohřben v rodinné hrobce Sidneyů v kostele svatého Jana Křtitele v Penshurstu.